# Château d'Aveny
Le château d’Aveny, situé au hameau du même nom, est un lieu remarquable implanté à Dampsmesnil sur la commune de Vexin-sur-Epte dans l'Eure. Il est inscrit à l’Inventaire général du patrimoine culturel.

## Histoire

### Propriété de la famille de Fayet
D'abord propriété du marquis de Broglie, petit-fils de Victor-Maurice de Broglie, le château et les terres d’Aveny sont achetés le 12 février 1778 par J-B-C Alain de Fayet, marquis de Fayet, lieutenant aux gardes-françaises marié la même année à M-F-J Adélaïde de la Bonninière de Beaumont, fille du comte de Beaumont, ancien officier au régiment du Roi.
Des travaux de restauration importants sont effectués de 1779 à 1794 dans ce château, édifié sur les bases d'une maison forte du XIe siècle. Un potager est créé et les allées du parc aménagées. En 1781, des écuries et un colombier sont construits avec, deux ans plus tard, la construction de la grange de la ferme.
Plusieurs mariages sont célébrés au château dont, le plus ancien, le 24 avril 1800, entre la fille ainée des propriétaires, Amélie-Honorine de Fayet et Ange-Guillaume Aubourg, comte de Boury.
Nous devons la silhouette actuelle du château à Gaspard-Henri-Léon de Fayet, marquis de Fayet, petit-fils d’Alain de Fayet, qui, après la guerre de 1870, suréleva les toits et fit construire les deux pavillons. Avec sa femme, M-J de Prunelé, ils ont eu quatre enfants dont trois sont nés au château.

Blason de la famille noble de Fayet.

### Histoire récente
Après avoir été la propriété de la famille de Robien, le château est racheté en 1988 par un exploitant privé puis par Dominique et Catherine Metzer en 2008 qui effectuent quinze mois de travaux pour le mettre aux normes et le redécorer dans le style XVIIIe siècle.
La société Domaines & événements annonce le 10 septembre 2021 avoir repris le château en gestion afin d’y accueillir des événements privés et professionnels.

## Architecture
Le corps principal du château mesure 75 mètres de long sur 5 de large.
Bien que château classique du XVIIIe siècle, son architecture s'inspire de celle du XVIIe encore en vogue à l'époque de la construction. Ainsi, la façade du château d'Aveny peut rappeler celle du château de Cheverny du milieu du XVIIe siècle.

## Dans les environs: le pont d'Aveny sur l'Epte
En face du château d'Aveny, le pont d'Aveny sur l'Epte relie les départements du Val-d'Oise et de l'Eure. Construit entre 1744 et 1746 par l’ingénieur Martinet en remplacement d'un pont en bois, il est classé au titre des monuments historiques en 1995.

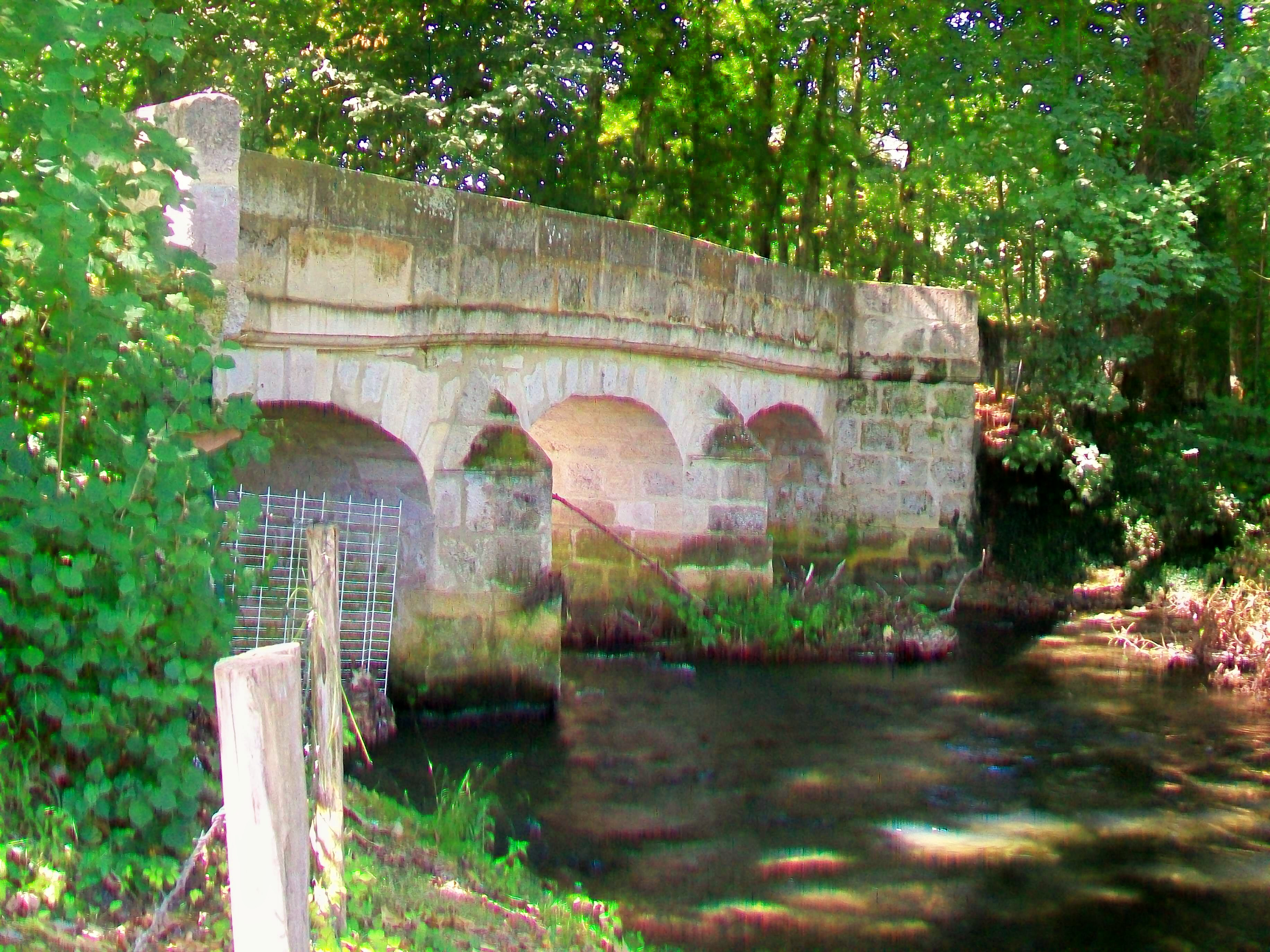
Pont d'Aveny sur l'Epte.

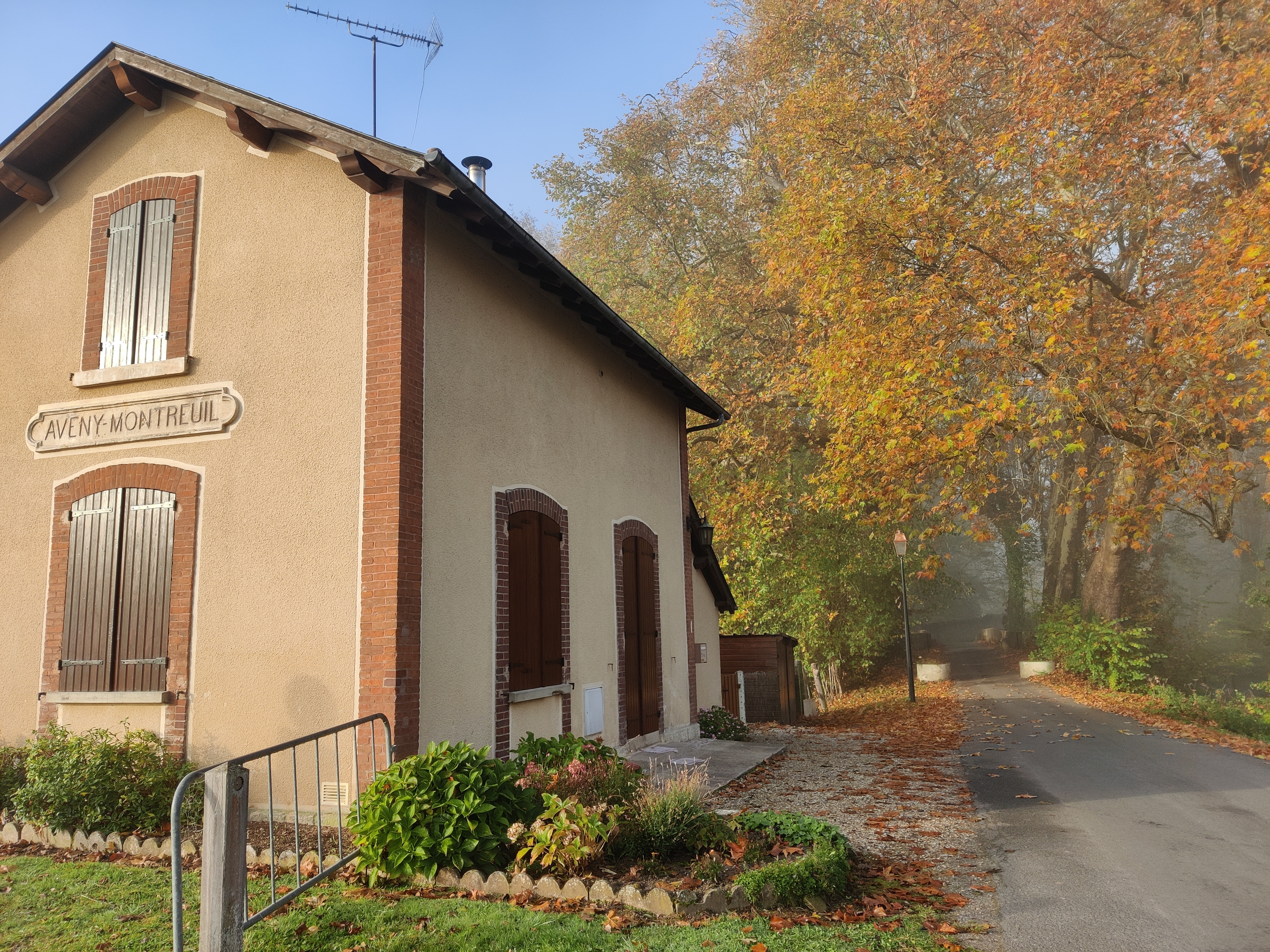
Entrée du pont d'Aveny sur l'Epte.